# Солодовник, Яков Моисеевич

Я. М. Солодовник в скафандре

Яков Моисеевич Солодовник (1915—1986) — советский парашютист и лётчик-испытатель 1-го класса. В сентябре 1939 года совершил первый высотный парашютный прыжок из стратосферы. Из-за секретности только в последнее десятилетие жизни Яков Моисеевич получил разрешение детально описать свой прыжок в статьях, которые он опубликовал в советских журналах.
Публиковал статьи по истории авиации.

## Семья
- Дочь — Ирина Яковлевна Волевич, переводчик художественной прозы[4].
- Сестра — Розалия Моисеевна Солодовник, переводчица; её внучка Маша Гессен, публицист.